# 钱永祥
钱永祥（Sechin Y. S. Chien），1949年生，蒙古族，中央研究院人文社会科学研究中心研究员，从事黑格尔哲学、政治哲学和西方政治思想史研究。

## 生平
1949年，钱永祥出生于兰州。后随国民党军官父亲赴台，生长在眷村。1965年，进入建国中学读高中，与马英九是同学，期间受到殷海光影响，接受了自由主义。
后就读于国立台湾大学哲学系，就学期间被查出私藏有马恩列斯毛著作，被记大过处分，随后被“请喝茶”、被带往警备总司令部关押6天。1971年大三时参加过保钓运动。
1975年赴英国利兹大学深造，期间受到英国新左派影响，结识了托派人物王凡西，1976年四人帮被捕后对文革感到幻灭。1982年回台，没有取得学位，后供职于中央研究院至今。
1988年创建《思想》杂志，当时只办了一期，2006年复刊，由联经出版。

## 政治立场
钱永祥被视为左翼自由主义者。他自称感情上跟国民党很疏离，没什么好感，但肯定国民党在台湾国民教育、公共卫生、经济发展三个方面做得还是不错的。
他相信文化多元主义，但不能接受价值相对主义和文化相对主义。他特别希望每个社会都能让弱势群体有充分发展的机会。